# August Mittnacht
August Mittnacht (* 2. Juni um 1818/1819; † 6. Juli 1884 in Klein Lassowitz) war ein deutscher Landwirt und Beamter.

## Leben
Mittnacht studierte an der Universität Breslau Rechtswissenschaft. In dieser Zeit wurde er im Herbst 1837 beim Corps Silesia Breslau Mitglied. Da die Aufnahme in einer Studentenverbindung zumeist mit Beginn des Studiums erfolgt, dürfte Mittnacht, von welchem nur Geburtstag und -monat überliefert sind, 1818/1819 geboren sein.
Nach Abschluss seiner Ausbildung pachtete er Güter der Fürsten Hohenlohe in Chudoba, Grunowitz, Klein Lassowitz und Skorkau. Gleichzeitig war er dort zunächst Oberamtmann und dann Amtsrat. Am 19. August 1844 heiratete er Henriette Dziuba aus Rosenberg. Am 13. März 1874 wurde er zum Amtsvorsteher des Amtsbezirks Sausenberg (Groß Lassowitz) ernannt. Dieses Amt übte er bis 1882 aus.